# Delosperma deilanthoides
Delosperma deilanthoides är en isörtsväxtart som beskrevs av Steven A. Hammer. Delosperma deilanthoides ingår i släktet Delosperma, och familjen isörtsväxter. Inga underarter finns listade i Catalogue of Life.